# Robert Olleris
Pierre Armand Marie Robert Olleris est un militaire et résistant français, né le 6 janvier 1890 à Alençon (Orne) et mort le 6 mai 1957 à Maringues (Puy-de-Dôme).

## Biographie
Fils de Léon Georges Marie Olleris (1857-1928), général de brigade, commandeur de la Légion d'honneur, et de Marguerite Alice Boudet, Pierre Armand Marie Robert Olleris naît le 6 janvier 1890 à Alençon où son père, alors capitaine adjudant major au 103e régiment d'infanterie, est en garnison.
Il épouse, le 4 février 1924, à Mons, Marie Jeanne Germaine Mulsant (1900-1979), fille de Marie Charles François Antony Mulsant (1862-1935), lieutenant-colonel d'artillerie, commandeur de la Légion d'honneur, et d'Anne Jeanne Justine Lucie Dumas (1865-1918), cette dernière, nièce de l'homme politique, Arthur Dumas, et tante paternelle du pilote et maire de Sainte-Agathe, Gérard Dumas de Vaulx.

## Carrière militaire
Conformément aux dispositions de l'article 23 de la loi du 21 mars 1905 et ayant satisfait aux épreuves de l'école spéciale militaire de Saint-Cyr, reçu 157e sur 250, il s'engage, volontaire pour quatre ans, le 3 octobre 1910, à la mairie de Dijon, au titre du 12e régiment de hussards. Il intègre ainsi la 95e promotion de l'école dit promotion Moskova.
À la sortie de l'école, il est nommé sous-lieutenant, par décret du 10 juillet 1913 et maintenu au même régiment.
Nommé lieutenant, le 1er octobre 1914 puis capitaine à titre temporaire, le 6 juin 1916, il est affecté, le 1er février 1918, à l'état-major de la 36e division d'infanterie.
Le 24 octobre 1921, il est affecté à l'état-major de l'école de guerre.
Nommé capitaine à titre définitif, le 23 septembre 1922, il est affecté, en cette qualité, à l'état-major de la mission française en Tchécoslovaquie. Il sert en Tchécoslovaquie du 24 octobre 1919 au 20 juin 1920 et du 1er novembre 1922 au 31 octobre 1928.
Le 1er novembre 1928, il est affecté à l'état-major du 8e corps d'armée.
Le 25 septembre 1931, il est promu chef d'escadron et affecté au 1er régiment de spahis algériens.
Classé à l'état-major particulier de la cavalerie et nommé chef du cabinet militaire du gouverneur général de l'Algérie, il prend ses fonctions le 1er décembre 1935.
À la suspension des hostilités, en sa qualité de colonel, il commande deux régiments de dragons puis est nommé, en 1941, aux fonctions de sous-chef d'état-major de l'armée.
Promu général de brigade, le 20 février 1943, il est mis en congé d'armistice, le 1er mars 1943, par le gouvernement de Vichy.
Il sert dans les Forces Françaises de l'Intérieur du 4 décembre 1942 au 8 juin 1943, dans les conditions fixées par le décret du 20 septembre 1944.
Il est l'un des premiers officiers à regrouper, dans la clandestinité, les forces armées françaises afin de préparer la rentrée en ligne de ces forces militaires dans la lutte contre l'armée allemande. Il est arrêté, le 9 juin 1943, condamné à mort, il est déporté Nacht und Nebel au camp de concentration de Natzweiler, le 4 mai 1944 avec le général Frère, chef de l'Organisation de résistance de l'Armée. Le 17 juillet, il est transféré à la prison de Brieg puis à celle de Breslau. Sa déportation prend fin au camp de concentration de Flossenbürg d'où il est libéré le 23 avril 1945.
Libéré par les alliés, le 16 mai 1945, il est promu général de division, à son retour en France, le 26 mai suivant.
Le 3 juillet 1947, il est désigné pour prendre le commandement de la 10e région militaire à Alger.
Le 6 janvier 1949, il est promu général de corps d'armée.

## Décorations
Au cours de sa carrière, il est décoré de :
- la croix de guerre 1914-1918[6] ;
- la médaille de la Victoire[6] ;
- la médaille commémorative de la guerre 1914-1918[6] ;
- la croix de guerre des Théâtres d'opérations extérieurs[6] ;
- la croix de guerre tchécoslovaque[6] ;
- la croix de guerre 1939-1945 avec palme (1945)[8] ;
- la médaille de la Résistance française (1945)[10].

## Distinctions
Au titre de  l'ordre national de la Légion d'honneur, il est :
- nommé chevalier (1920)[8] ;
- promu officier (1938), en tant que lieutenant-colonel de cavalerie attaché au cabinet militaire du gouverneur général de l'Algérie[8] ;
- promu commandeur (1945), alors qu'il est général de brigade[8] ;
- élevé à la dignité de grand officier (1948), ayant été promu général de division[8].